# هوپ پاول
هوپ پاول (انگلیسی: Hope Powell؛ زادهٔ ۸ دسامبر ۱۹۶۶) یک بازیکن فوتبال اهل انگلستان است.